# Sulsjön, Medelpad
Sulsjön är en sjö i Sundsvalls kommun i Medelpad och ingår i Selångersåns huvudavrinningsområde. Sjön är 30 meter djup, har en yta på 1,86 kvadratkilometer och befinner sig 271,2 meter över havet. Sulsjön ligger naturreservatet Övre Sulån och i Övre Sulån Natura 2000-område. Sjön avvattnas av vattendraget Sulån. Vid provfiske har abborre, elritsa, småspigg och öring fångats i sjön.

## Delavrinningsområde
Sulsjön ingår i det delavrinningsområde (694442-155186) som SMHI kallar för Utloppet av Sulsjön. Medelhöjden är 288 meter över havet och ytan är 7,68 kvadratkilometer. Det finns inga avrinningsområden uppströms utan avrinningsområdet är högsta punkten. Sulån som avvattnar avrinningsområdet har biflödesordning 2, vilket innebär att vattnet flödar genom totalt 2 vattendrag innan det når havet efter 47 kilometer. Avrinningsområdet består mestadels av skog (63 procent). Avrinningsområdet har 1,85 kvadratkilometer vattenytor vilket ger det en sjöprocent på 24 procent.